# Molybdophora
Molybdophora is een geslacht van vlinders van de familie Uraniavlinders (Uraniidae), uit de onderfamilie Epipleminae.

## Soorten
- M. alciniusata Walker
- M. concinnaria Hübner, 1818
- M. phryganeata Walker